# Whakaari
Whakaari (maorsky Te Puia o Whakaari – Dramatická sopka, anglicky White Island - Bílý ostrov) je název aktivní sopky a stejnojmenného ostrova, nacházejícího se asi 48 km od východního pobřeží Severního ostrova Nového Zélandu v zálivu Hojnosti (Bay of Plenty). Rozkládá se na ploše 325 hektarů a jedná se o vrchol podmořské sopky.
Do širšího povědomí se dostala na konci roku 2019, kdy nečekaná freatická erupce zabila 22 turistů.

## Etymologie
Název White Island pochází od Jamese Cooka, který jej při jeho objevení 1. října 1769 takto pojmenoval – ostrov byl totiž zahalen v oblaku bílých par.
Maorský název Whakaari v překladu znamená „dramatická“. Celé jméno ostrova je Te Puia o Whakaari, což znamená „dramatická sopka“.

## Mytologie
Některé maorské mýty a legendy se o Whakaari zmiňují, když tohunga jménem Ngātoro-i-rangi zdolával vulkán Tongariro na Severním ostrově. V jednom z příběhu zoufale žádal své předky, aby mu poskytli teplo. A hned nato mu byl oheň skutečně seslán. Jeho původ byl z ostrova Whakaari. Jiné verze legendy si jsou podobné, ale liší jen v tom, kdo ho ohněm obdaroval. V jedné jsou to bohové, v další zase jeho sestry.
Tématem jiných mýtů je původ samotného sopečného ostrova. Jeden hovoří, že povstal z hlubin poté, co se bůh Maui poprvé dotkl ohně. Byl tak silně mučen bolestí, že se musel ponořit pod vodu, aby ji zmírnil. A právě na tomto místě vznikl Whakaari. Druhý popisuje White Island a nedaleký ostrov Moutohora jako dva vrcholy na Severním ostrově. Vzájemně na sebe žárlily, a proto se společně vrhly k oceánu. Svojí cestou za sebou zanechaly stopy v podobě údolí Whakatane a Tauranga (nebo Te Waimana). Whakaari byl ale rychlejší, tudíž se dostal na lepší místo a stojí tam dodnes.

## Popis

### Tektonika

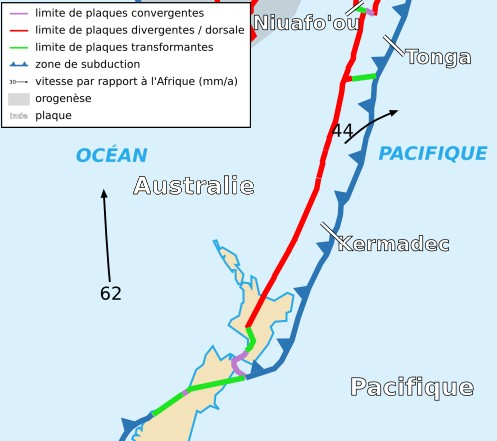
Nový Zéland leží na rozhraní dvou, respektive tří tektonických desek.

Nový Zéland leží v tzv. Pacifickém ohnivém kruhu, zlomové linii vícero tektonických desek, obklopující téměř celý Tichý oceán v pásu dlouhém 40 tisíc kilometrů. V něm se nachází přes 450 sopek a odehrává se tam 90 % všech zemětřesení na Zemi. V případě Nového Zélandu se pacifická tektonická deska podsouvá pod australskou. Jedná se tedy o subdukci a rychlost tohoto pohybu dosahuje 78 mm/rok, čímž ve zdejší zemské kůře dochází k obrovskému napětí, jenž se uvolňuje tektonickou činností v podobě zemětřesení.
Subdukující deska dále klesá a ve hloubce zhruba 65–130 km dochází k jejímu tavení, čímž se z ní uvolňují plyny a vodní pára. Část magmatu, obohaceného touto složkou poté stoupá k povrchu, kde tvoří a pohání řetězce sopek. V důsledku přítomnosti plynů se sopečná činnost často projevuje explozivními a někdy i velice silnými erupcemi. Kromě toho je Severní ostrov ještě od severu k jihu rozdělen mezi australskou a kermadekovu desku (podcelek australské). Rozhraní tvoří rift, jehož součástí je i sopka Whakaari.

### Geografie
White Island leží v zálivu Hojnosti, přibližně 48 kilometrů od Severního ostrova. Jeho půdorysná délka činí 3 km, šířka 2 km a rozloha 325 hektarů. O něco dále (0,6 a 5 km) se z moře vynořuje dvojice skalisek: Club Rocks a Volckner Rocks. Jsou to skalní věže vulkanického původu, čnící do výšky 20 a 113 metrů. Všechny tři struktury jsou ve skutečnosti vrcholy mnohem větší podmořské sopky, jejíž základna o ploše 16×18 km sahá až 1600 metrů pod hladinou moře. Celkový objem hory činí 78 km³.
Nejvyššími body Whakaari jsou Gisborne (321 m) v západní části a Percival (283 m) na severu. Mezi nimi ještě spočívá vrchol Ngatoro (310 m), což je zaniklý a částečně erodovaný kužel. Většinu pobřeží poměrně členitého ostrova lemují útesy. Výjimkou je jihovýchodní část (kam zasahuje amfiteátr kráteru), kde mimo jiné leží trojice drobných zátok.

### Geologie
Whakaari/White Island je stratovulkán andezito-dacitového složení. Topografie povrchu se značně mění, protože erupcemi mohou vznikat nové krátery. V současnosti se skládá ze dvou překrývajících se sopečných kuželů: Centrálního a Ngatoro (zaniklý a částečně erodovaný).

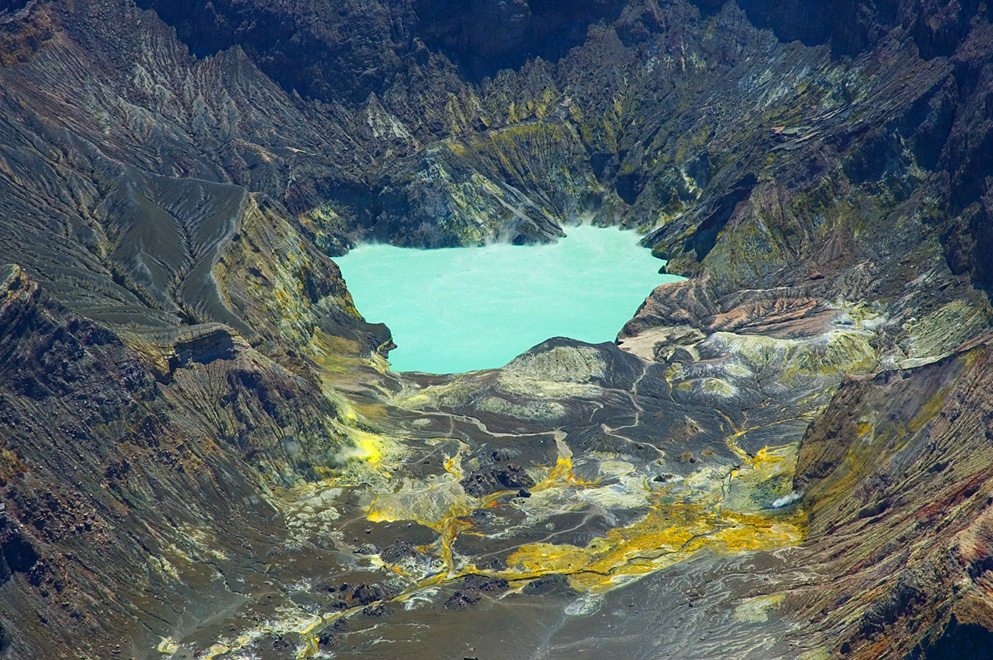
Kráterové jezero z jihu (leden 2005).

 První zmíněný je svým mohutným kráterem ve tvaru amfiteátru otevřený jihovýchodním směrem. Pravděpodobně v důsledku velkých sesuvů v minulosti, zapříčiněným hydrovulkanickými erupcemi (freatickými a freatomagmatickými). Struktury obou kuželů jsou tvořeny lávovými proudy, jenž se střídavě ukládaly s vyvrhovanou tefrou a sopečným popelem, čímž mimo jiné splňují definici pro stratovulkán. U některých vrstev se objevily stopy po kontaktu s vysoce kyselými hydrotermálními kapalinami a plyny.
Současné kráterové dno Centrálního kuželu leží méně než 30 metrů nad hladinou moře a je z velké části pokryto depozity po sesuvu z roku 1914. V něm spočívají tři splývající subkrátery, seřazené v linii severozápad-jihovýchod. K hlavní aktivitě dochází v tom západním, kde se nachází i vysoce kyselé kráterové jezero. Amfiteátrový kráter byl patrně vytvořen zhroucením předchozího kuželu. Na mořském dně jsou ložiska tohoto sesuvu (balvany a akumulační laloky) dobře patrně až dodnes. Objem přemístěné hmoty byl dostatečný ke vzniku vlny tsunami vysoké až 7 m. Odhady výšky původní hory, založené na extrapolaci obrysových dat GIS, odpovídají hodnotě 500–600 metrů.
Jihovýchodní pobřeží, kde dno kráteru končí, vykusuje trojice malých zátok: Žraločí, Te Awapuijská a Wilsonova. Vědci je považují za zbytky kráterů, v nichž kdysi probíhaly hydrovulkanické erupce.

### Fauna a flóra
Whakaari je jedním z nejdůležitějších novozelándských hnízdišť tereje australského. Každý rok přilétá zhruba 6 tisíc jedinců, aby se tam spářily a vychovávaly svá mláďata. Ty krmí mořskými řasami z okolních vod, neboť na samotném ostrově je vegetace málo. Jeden z ornitologů, který místo roku 1912 navštívil, našel pět druhů, z čehož čtyři se mu podařilo identifikovat. Kromě terejů australských taktéž racky novozélandské, rybáky běločelé a buřňáky dlouhokřídlé.
Většinu vegetace lze nalézt v blízkosti pobřeží, kde je lépe chráněná před sopečnou aktivitou. Ostrovní flóra je spíše na ústupu. Průzkum v roce 1990 odhalil, že od roku 1949 došlo k zničení či poškození porostů na západě, jihovýchodu a menších kolonií na jihu a východu. Nedotčená vegetace zůstala na severu a v malé míře také v západní části. Průzkum zaznamenal tyto rostlinné druhy: sleziníky, čeleď kosmatcovitých, einadie, disphymy, stříbřenky (zavlečený druh), lenovníky novozélandské, lipnice a stromy druhu železnece ztepilého. Právě kolonie těchto stromů silně poškodily sopečné erupce v letech 1981–1983.

## Vulkanismus

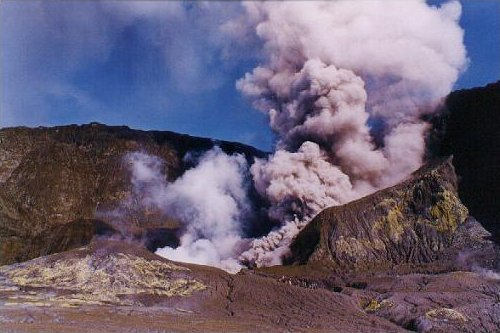
Emise popela z roku 2000.

Sopka Whakaari patří mezi nejaktivnější na Novém Zélandu. Ve vulkanologii se využívá tzv. výstražná úroveň, což je pěti bodová stupnice určující riziko erupce. V případě White Islandu se zpravidla pohybuje mezi úrovní 1. nebo 2. (nejvyšší výstražná úroveň před erupcí; označuje mírný až zvýšený vulkanický neklid s potenciálním nebezpečím erupce). Proto je vulkanology z projektu GeoNet nepřetržitě monitorovaná kamerami a vědeckými přístroji.
Vulkán leží na severním konci sopečné zóny Taupo. Ta tvoří nejjižnější úsek sopečného oblouku Tonga–Kermadec–Taupo s délkou 2 800 km. White Island je v posledních několika tisících letech místem vysoce aktivního hydrotermálního systému, který se projevuje prostřednictvím horkých pramenů, bahenních sopek, fumarol, kyselých pramenů a jezer. Hlavní centrum vulkanické aktivity je velké kráterové jezero s vroucí kyselou vodou, nacházející se v západním subkráteru. Plyny z magmatu se rozpouštějí v jezerní vodě (srážková voda + průsak mořské vody) za vzniku roztoku kyseliny sírové, fluorovodíkové a chlorovodíkové. Hodnota pH takových vod je nižší než 2,0. Taktéž se zdá, že se vodní plocha mění v závislosti měnících se meteorologických podmínek a kolísání hydrotermální aktivity.
Lávové proudy, sopečný popel a pyroklastické proudy produkované dřívějšími a prehistorickými erupcemi měly andezitové a dacitové složení. Tyto erupce zformovaly také zmíněnou trojici subkráterů. Staré lávové proudy dnes tvoří odkryté stěny Centrálního kuželu. Ačkoli se v 70. a 80. letech 20. století objevovaly magmatické erupce (strombolské), tak pro vulkán jsou typičtější spíše hydrovulkanické (freatické a freatomagmatické), což jsou typy sopečných výbuchů, kde určitou roli hraje přímý nebo nepřímý kontakt s vodou.  Současná sopečná aktivita se ve většině případů projevuje kouřícími fumarolami či vroucím bahnem. Poměrně častá činnost sopky, spolu se snadným přístupem k nim, přitahují vědce i mnoho turistů. White Island například poskytuje snadno studovaný příklad magmaticko-hydrotermálního systému, který se podílí na tvorbě ložisek porfyrické mědi.

### Nedávná aktivita
Vzhledem k relativně velké aktivitě byly roku 1976 na stěny kráteru instalovány magnetometry a seizmografická zařízení pro včasné varování před zemětřesením či erupcí. V březnu 2000 se v hlavním kráteru objevily tři malé jícny, chrlící sopečný popel, jenž následně pokryl povrch celého ostrova. Za čtyři měsíce opět došlo k výbuchu a objevil se nový kráter. Velké erupce v letech 1981–1983 vytvořily dnešní podobu západního subkráteru s kyselým jezerem a negativně se podepsaly na krajinném rázu. Zejména rozsáhlým zničením přilehlého lesa. Další zvýšení aktivity, včetně vyvrhování popela nastalo od července do srpna 2012. Následující rok aktivita s ojedinělými freatickými výbuchy pokračovala.

#### Erupce v prosinci 2019

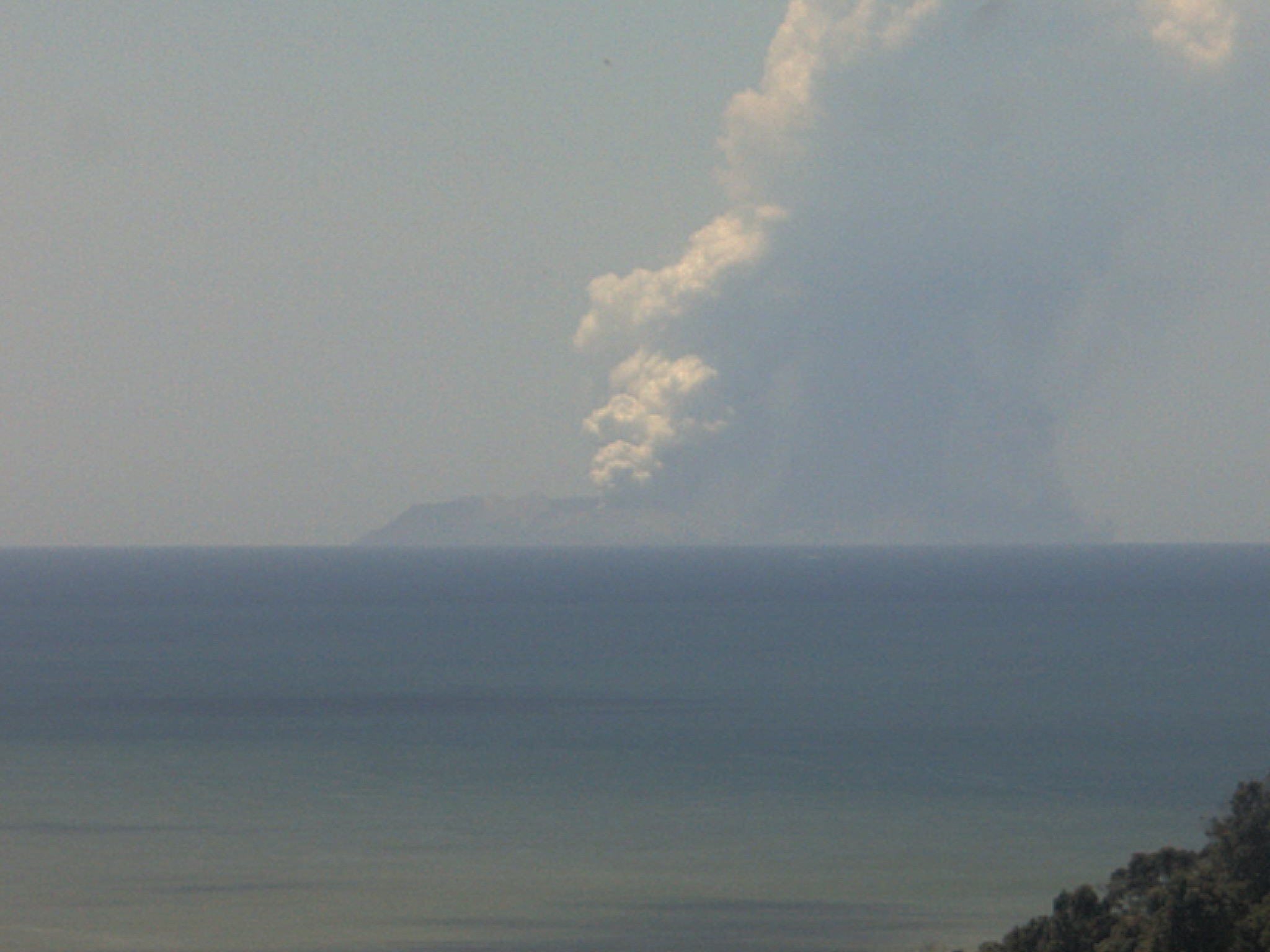
Snímek ostrova 9 minut po erupci.

K poslední větší erupci došlo 9. prosince 2019. Výstražná úroveň byla již 3 týdny na 2. stupni, takže riziko případného výbuchu bylo vysoké. Seismické signály se podobaly těm, které předcházely erupcím v letech 2011–2016. Některé části ostrova byly uzavřené a vulkanologové nedoporučovali, aby ostrov kdokoliv navštěvoval. Nicméně společnost Royal Caribbean International, vlastnící řadu výletních lodí, zvýšenému nebezpečí nevěnovala pozornost a ani nevarovala či nepoučila své klienty. V rámci exkurze k sopce nechala 38 z nich (pasažéři z lodě Ovation of the Seas) vylodit na jihovýchodním pobřeží. Celkem se na ostrově nacházelo 47 osob a v jeho blízkosti zhruba sto lidí. S průvodcem, který klienty o možném nebezpečí též neinformoval, se někteří vydali s minimální ochranou (respirátory a helmy) až k samotnému sopečnému jezeru ve středu kráteru.
Krátce před tragédií začal z vodní plochy stoupat oblak páry, který následně zhoustl a zčernal. Ve 14:11 místního času došlo náhle k silné freatické erupci o síle VEI 2 a oblak popela dosáhl výšky 3,7 km. Vlivem exploze, přehřátých toxických plynů a fragmentů vystřelených hornin zemřelo 22 lidí (z toho 19 klientů Royal Caribbean International). Většina ze 26 zraněných utrpěla vážné poškození plic včetně popálenin na 40–50 % těla (někteří až na 95 %).

## Přínos

### Těžba síry

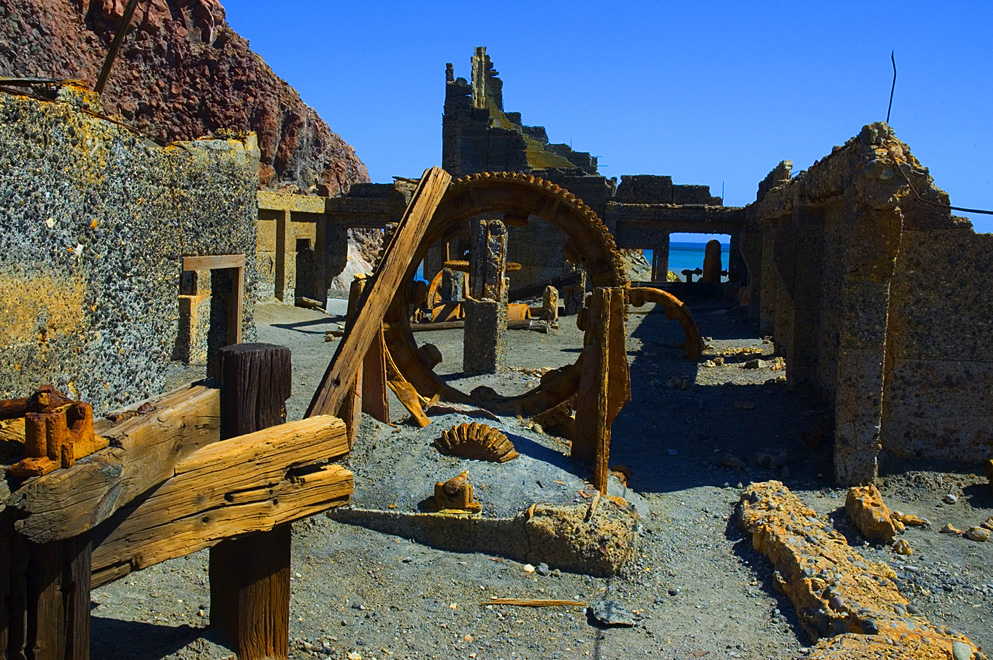
Zbytky provozu sirného dolu.

V dřívějších dobách před vynalezením antibiotik se síra používala v lékařství jako antibakteriální látka. Dále se využívala pro výrobu zápalek nebo sterilizaci korkových zátek při výrobě vína. První těžba na White Islandu probíhala v 80. letech 19. století a další následovaly v letech 1898–1901 a 1913–1914. Zastavení činnosti zapříčinil v září 1914 sesuv západního okraje kráteru, čímž se vytvořil lahar a zemřelo všech 10 dělníků. Jediným přeživším byla pouze jejich kočka, kterou za několik dní nalezla posádka zásobovací lodi. O 9 let později se těžba obnovila. Poučení horníci si své chaty postavili v jižní části ostrova, poblíž hnízdiště terejů. Každý den se tak museli dopravovat buď člunem, nebo v případě rozbouřeného moře úzkou stezkou podél skalnatého pobřeží.
Vytěžená síra se následně transportovala po kolejnicových vozících do drtičky, opatřené pytlovacím zařízením. Hornina však neobsahovala dostatek síry, takže se nakonec používala pro výrobu hnojiv. Bohužel tento produkt neobsahoval potřebné množství minerálů a práce tak byly definitivně ukončeny ve 30. letech 20. století. Na ostrově jsou dodnes k vidění pozůstatky opuštěného dolu a příslušných budov. Desítky let trvající vystavení sirným plynům se na chátrajících stavbách podepsalo silnou korozí.

### Vlastnictví

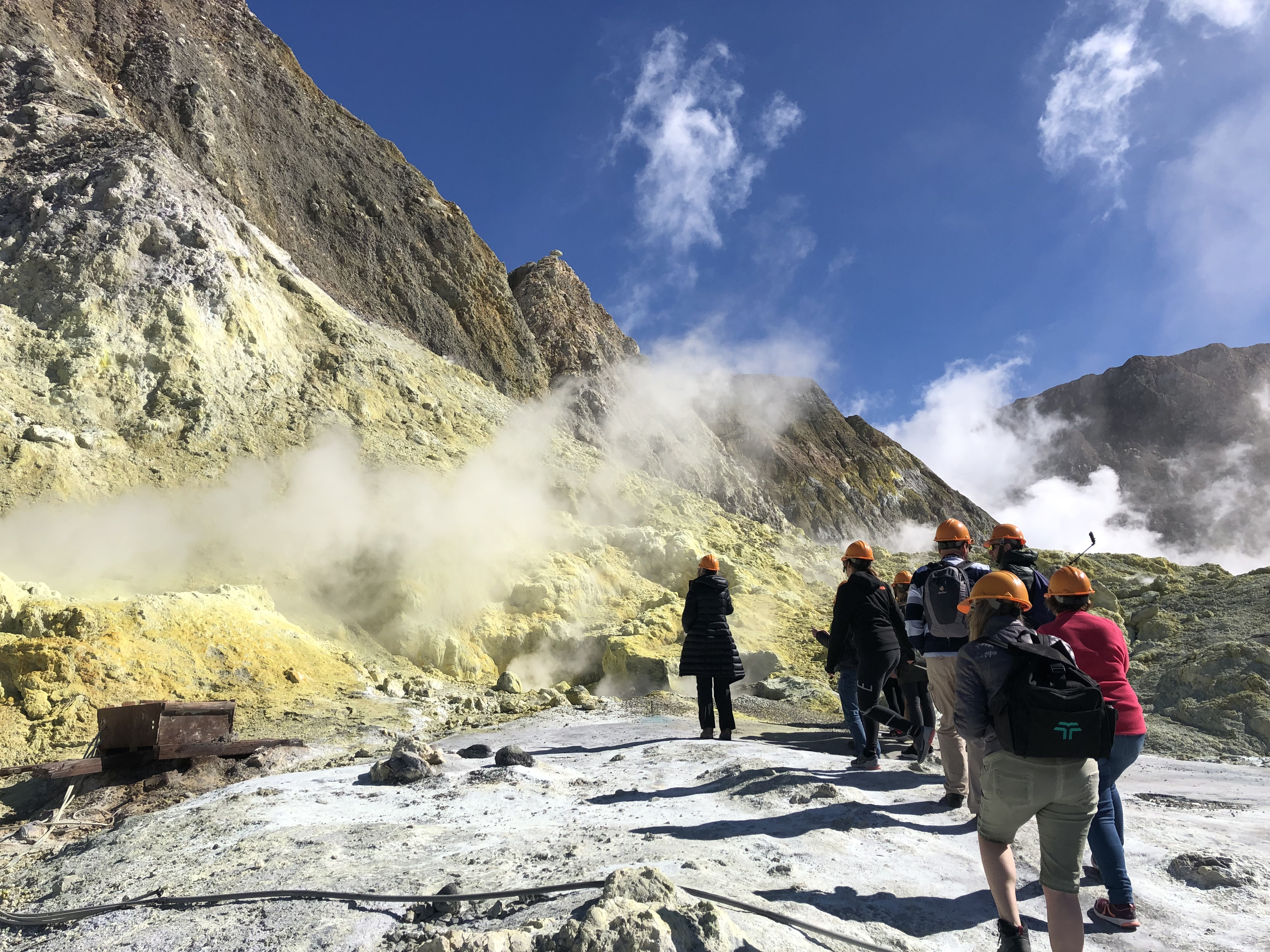
Turisté na návštěvě ostrova (duben 2019).

Ostrov Whakaari je od roku 1936 v soukromém vlastnictví rodiny Buttleových (Peter Buttle, James Buttle a Andrew Buttle). Ti pak tvoří akcionáře firmy Whakaari Trustee a každý z nich vlastní přesně třetinu všech akcií. V roce 1953 projevila novozélandská vláda zájem o koupi, ale rodina to odmítla. Místo toho s ní uzavřela dohodu, aby se z ostrova stala soukromá rezervace. Dnes provozovatelé turistických zájezdů platí rodinnému podniku licenční poplatek za jednotlivé zájezdy.

### Turismus
Jak bylo zmíněno výše, White Island je v soukromém vlastnictví a zároveň se jedná o přírodní rezervaci. Návštěvníci nemohou na ostrově přistát bez povolení. Vstup pro běžného člověka je možný pouze prostřednictvím několik turistických agentur, jež získali licenci k exkurzím. Sopka je z hlediska své minulosti potencionálně nebezpečná, proto je vstup a pohyb po Whakaari bez vyškoleného průvodce zakázán. Počet turistů podléhá regulaci a na ostrov se dostávají zpravidla člunem nebo vrtulníkem. Pro každého je povinnost mít na sobě boty s tlustými podrážkami, jelikož teplota povrchu může být místy vyšší než 100 °C. Dalším nutným vybavením je respirátor a helma.
Pro turistickou sezónu 2019/2020 byly tyto výlety nabízeny v ceně od 740 NZD, tj. zhruba od 11 200 Kč.

## Galerie

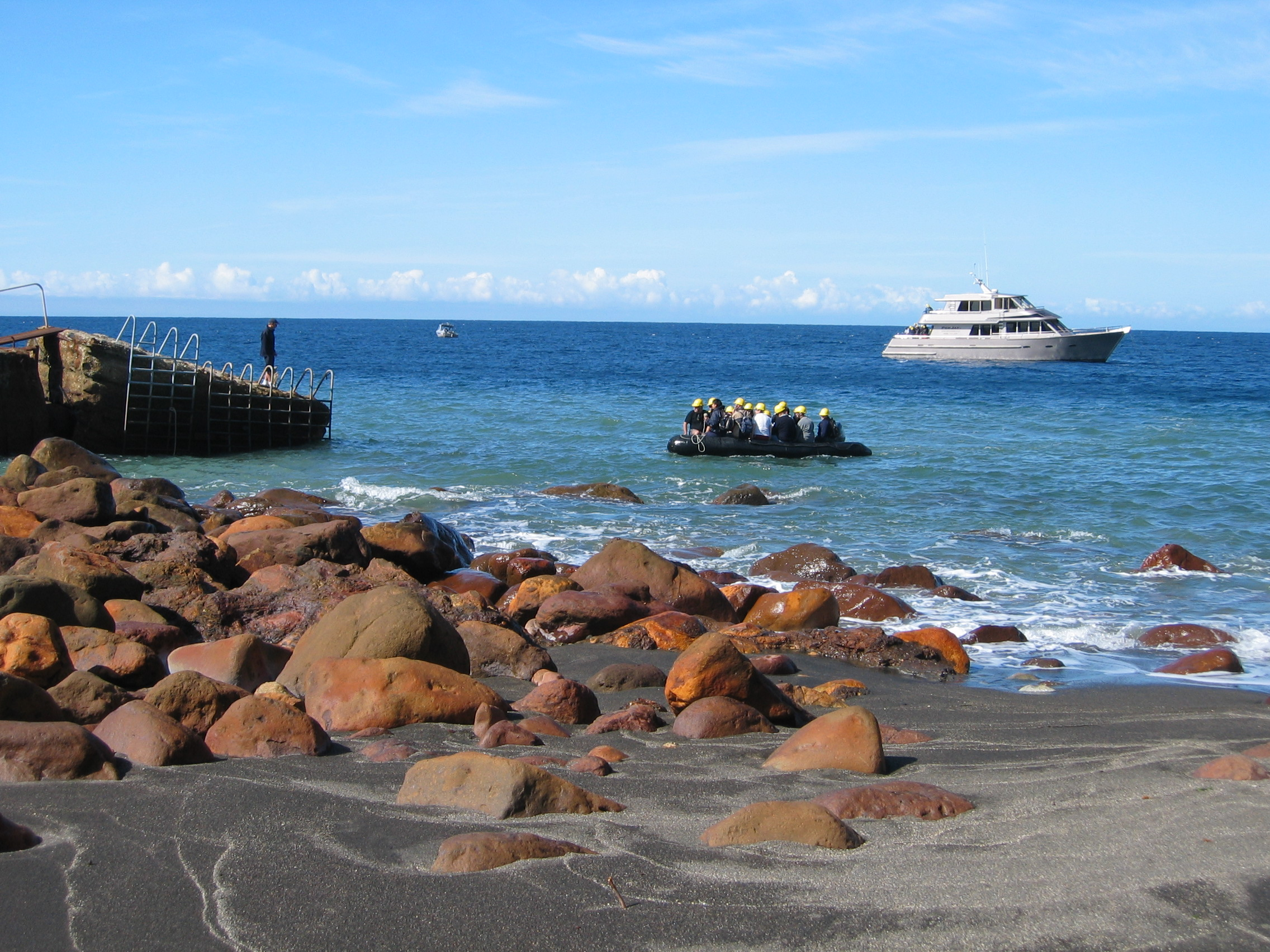
Příjezd turistů k jihovýchodnímu pobřeží.
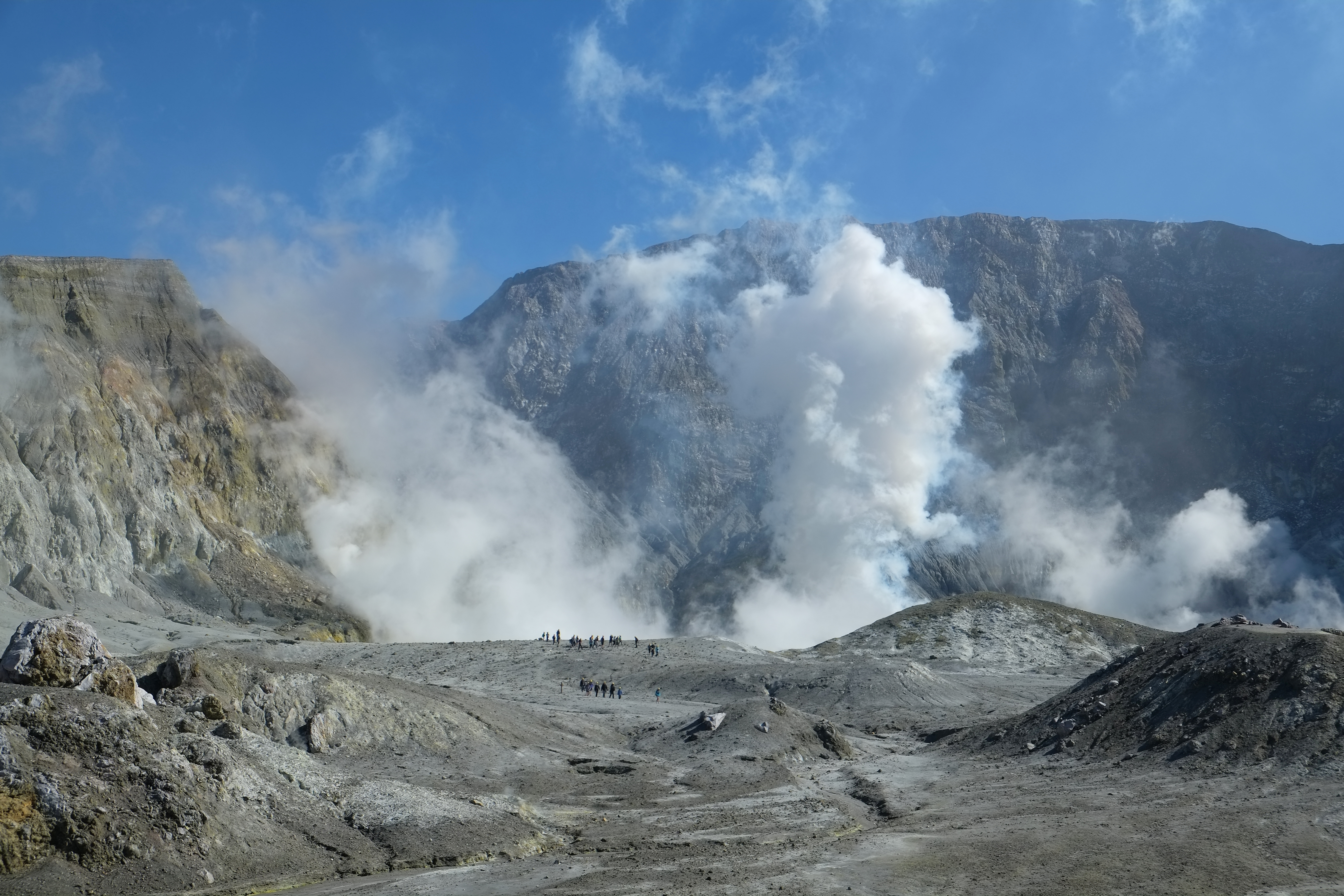
Cesta návštěvníků do nitra kráteru.
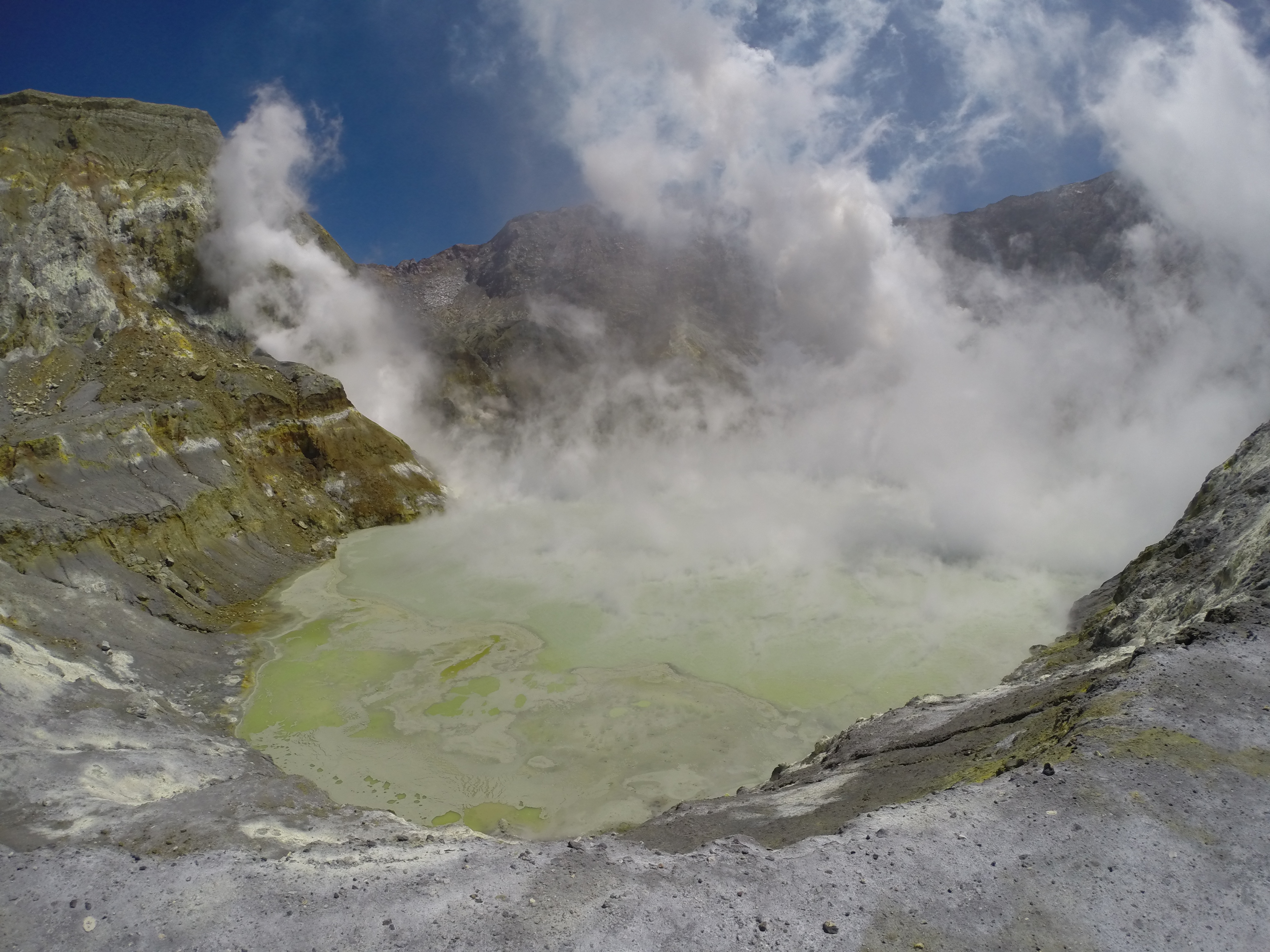
Kráterové jezero z jihu (listopad 2014).
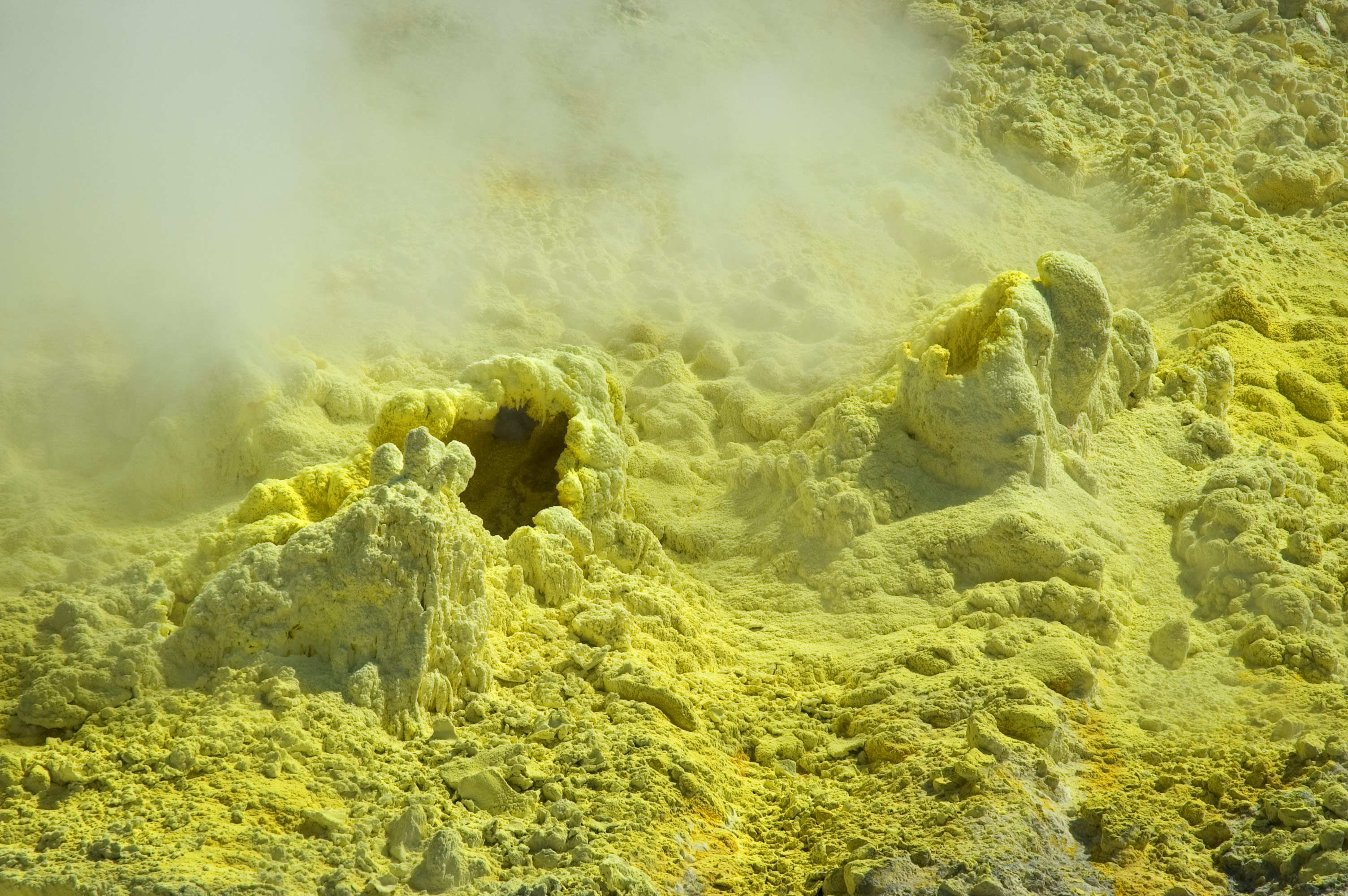
Vysrážená síra.